# The Bigger Picture
The Bigger Picture ist ein britischer animierter Zeichentrickfilm. Der Kurzfilm entstand unter der Regie von Daisy Jacobs. Der Film gewann 2015 den BAFTA-Award als bester animierter Kurzfilm bei den 68. British Academy Film Awards. Der Film wurde auch als bester Kurzfilm bei der Oscarverleihung 2015 nominiert.

## Handlung
Zwei Brüder würden ihre Mutter am liebsten in einem Altersheim unterbringen, da sie alt und gebrechlich wird. Jedoch möchte keiner der beiden Geschwister diese Entscheidung der Mutter mitteilen. Hinzu kommt, dass ihre Mutter gar nicht daran denkt, ihr gewohntes Umfeld zu verlassen. Während die alte Dame hartnäckig am eigenen Leben festhält, löst sich die Existenz der beiden Brüder langsam aber kontinuierlich auf.

## Hintergrund
Künstlerin und Filmemacherin Daisy Jacobs schuf für den Kurzfilm etwa zwei Meter hohe Figuren, die sie, zum Teil gemalt, zum Teil als plastische Figuren, in einen Raum einfügte.

## Auszeichnungen
| Preis                                         | Tag der Preisverleihung | Kategorie                              | Empfänger                                   | Ergebnis  | Einzelnachweise |
| --------------------------------------------- | ----------------------- | -------------------------------------- | ------------------------------------------- | --------- | --------------- |
| Academy Awards                                | 22. Februar 2015        | Best Animated Short Film               | Daisy Jacobs und Chris Hees                 | Nominiert | [ 3 ]           |
| British Academy Film Awards 2015              | 8. Februar 2015         | Best British Short Animation           | Chris Hees, Daisy Jacobs and Jennifer Majka | Gewonnen  | [ 5 ]           |
| Festival d’Animation Annecy                   |                         | Best Graduation Film                   | Daisy Jacobs                                | Gewonnen  | [ 6 ]           |
| Internationale Filmfestspiele von Cannes 2014 | 24. Mai 2014            | Cinéfondation Award                    | Daisy Jacobs                                | Nominiert | [ 7 ]           |
| Edinburgh International Film Festival         |                         | Kreative Innovation bei einem Kurzfilm | Daisy Jacobs                                | Gewonnen  | [ 8 ]           |
| Edinburgh International Film Festival         |                         | Beste neue Britische Animation         | Daisy Jacobs                                | Nominiert | [ 8 ]           |
| Hamptons International Film Festival          |                         | Golden Starfish Award                  | Daisy Jacobs                                | Nominiert |                 |
| Hiroshima Kokusai Animation Festival          |                         | Großer Preis                           | Daisy Jacobs                                | Gewonnen  | [ 9 ]           |